# ジョン・ディーブル
ジョン・ディーブル（Jon Deeble、1962年5月18日 - ）は、オーストラリア連邦ビクトリア州メルボルン出身のプロ野球監督（野球オーストラリア代表監督)、元プロ野球選手。現在はABLのメルボルン・エイシズの監督を務めている。
息子は野球選手のジャイ・ディーブル。

## 経歴
現役時代は投手としてソウルオリンピックにも出場した。
その後、マイナーリーグの監督に就任。シドニーオリンピック、アテネオリンピックでは野球オーストラリア代表を率いて2004年オリンピック大会では、銀メダルを勝ち取った。
ワールドベースボールクラシックでは4大会連続でオーストラリア代表を率いている。
また、代表監督業と兼任しながらボストン・レッドソックスの環太平洋地区担当スカウトとしても活動。

## 詳細情報

### 監督歴
- シドニーオリンピック野球オーストラリア代表
- 2004年アテネオリンピックの野球競技・オーストラリア代表
- 2006 ワールド・ベースボール・クラシック・オーストラリア代表
- 2009 ワールド・ベースボール・クラシック・オーストラリア代表
- 2013 ワールド・ベースボール・クラシック・オーストラリア代表
- 2017 ワールド・ベースボール・クラシック・オーストラリア代表

### コーチ歴
- 2016 WBSC U-23ワールドカップ オーストラリア代表